# Масові сексуальні злочини
Масові сексуальні злочини — колективне сексуальне насильство над жінками, чоловіками, а іноді й дітьми, публічно з боку певних груп. Жертви повідомляли, коли вони перебували під контролем великого скупчення людей, їх обмацували, роздягали, били, кусали, в них проникали і ґвалтували.

## Єгипет
У Єгипті кілька масових сексуальних насильств отримали широкий міжнародний розголос. Арабською мовою термін «масове сексуальне насильство» перекладається як تحرش جماعي (taḥarrush jamāʿī), часто неправильно транслітерований у медіа як «taharrush gamea» після звіту німецької поліції про сексуальні насильства напередодні Нового року 2015/2016 у Німеччині.:15

## Німеччина
Під час святкування Нового року 2015/2016 у Німеччині сталися випадки масового сексуального насильства та численні крадіжки, головним чином у центрі Кельна. За повідомленнями, понад 1200 жінок зазнали сексуального насильства, переважно з боку чоловіків північноафриканського походження.

## Індія
В Індії було зареєстровано кілька випадків масового сексуального насильства, які отримали значне міжнародне резонанс. Під час заворушень у 2002 році в Гуджараті групи громадянського суспільства задокументували цілеспрямоване насильство проти мусульманських жінок і дітей, про «масові зґвалтування, поховання та спалення живцем, кислотні атаки, проколювання та інші жорстокі форми катувань, які мали глибоко ґендерний характер і пов'язували насильство над жінками з насильством над їхніми дітьми — як народженими, так і ненародженими». Ті, хто вижив, повідомили, що «сексуальне насильство полягало у примусовому оголенні, масових зґвалтуваннях, групових зґвалтуваннях, каліцтвах, введенні предметів у тіло, відрізанні грудей, розрізуванні живота та репродуктивних органів, вирізанні індуїстських релігійних символів на частинах тіла жінок». Занепокоєний громадянський трибунал охарактеризував використання зґвалтування «як знаряддя підкорення та приниження громади».
У липні 2012 року дівчина-підліток піддавалася сексуальному насильству протягом 45 хвилин великою групою чоловіків біля бару в Гувахаті, штат Ассам. До приїзду поліції ніхто не втручався.
У січні 2018 року 8-річна мусульманська дівчинка Асіфа Бано була групово зґвалтована шістьма індуїстами-чоловіками та неповнолітнім у селі Расана поблизу Катуа в Кашмірі, що знаходиться під управлінням Індії. Зґвалтування відбулося в індуїстському храмі. Докази судово-медичної експертизи показали, що Бано кілька разів зґвалтували різні чоловіки, її задушили до смерті, а також її вдарили по голові важким каменем. Головним винуватцем був Санджі Протаранити священика місцевого храму, де стався інцидент.
У липні 2023 року з'явилося відео про двох християнок у штаті Маніпур в Індії, яких натовп чоловіків змусив роздягнутися та голими пройтися вулицями. Жінки також зазнали сексуального насильства та побоїв з боку натовпу. Інцидент стався у травні того ж року, однак поліція почала діяти лише після того, як відео стало вірусним.

## Італія
2 червня 2022 року принаймні 6 неповнолітніх дівчат розбещували в місцевому потязі між Песк'єра-дель-Гарда та Міланом молоді люди північноафриканського походження, які за кілька годин до цього відвідали незаконну рейв-вечірку. Пізніше правоохоронці встановили близько 30 підозрюваних.
Під час святкування Нового року 2022 року на центральній площі Дуомо в Міланіщонайменше 9 жінок зазнали сексуальних домагань в окремих масових інцидентах. Повідомляється, що на 19-річну жінку напали приблизно 30 чоловіків «іноземного походження», які неодноразово приставали до неї, обмацували її та намагалися здерти з неї одяг, поки не втрутилася поліція. Потім потерпілу доставили до найближчої лікарні. Двоє молодих німецьких туристок повідомили, що на них напали та обмацували їх щонайменше десять хвилин близько двох десятків чоловіків, які «розмовляли арабською». Дівчата скаржилися на байдужість поліції, яка, як повідомляється, не надала їм допомоги, навіть почувши їхні крики про допомогу. Обидві засудили цей факт, коли повернулися до свого рідного міста Мангайма. 11 січня принаймні 18 підозрюваних, усі молоді люди північноафриканського походження, були ідентифіковані та обшукані італійською владою, якій допомогло у розслідуванні програмне забезпечення для розпізнавання облич.

## Пакистан
У 2016 році британська телеведуча Сайра Хан заявила, що в 2007 році в Пакистані під час зйомок документального фільму для ВВС вона зазнала сексуального насильства з боку натовпу. Вона звинуватила BBC в ігноруванні нападу.

## Швеція
Учасниці We Are Sthlm, літнього музичного фестивалю для підлітків у Стокгольмі, повідомляли у 2014 і 2015 роках, що їх оточували і домагалися групи чоловіків, переважно хлопців-підлітків. Поліцію звинуватили в тому, що вона не надала розголосу нападам, оскільки підозрювані були переважно вихідцями з Афганістану. Про ці інциденти стало відомо лише після новорічних нападів у Німеччині 2016 року, коли поліцію Стокгольма звинуватили у приховуванні цих інцидентів, що вона заперечувала.

## Сполучені Штати
У липні 1999 року відбувся Вудсток 1999 року, і згодом поліція розслідувала чотири скарги на сексуальне насильство та зґвалтування, включно зі зґвалтуванням пальцями, які нібито мали місце. Принаймні один очевидець, який працював волонтером на події, повідомив The Washington Post, що він бачив, як жінку, яка займалася крауд-серфінгом, затягнули в мош-піт і зґвалтували п'ятеро чоловіків.
11 червня 2000 року принаймні 44 жінки повідомили про сексуальне насильство та пограбування групою з 60 чоловіків під час параду до дня Пуерто-Ріко в Нью-Йорку. Поліцію різко критикували за те, як вона впоралася з нападами.
У лютому 2001 року свідки бачили, як групи чоловіків обмацують жінок, зриваючи з них одяг і, очевидно, проникаючи в них пальцями під час святкування Марді Гра в Сіетлі, штат Вашингтон.